# Gunther von Hagens

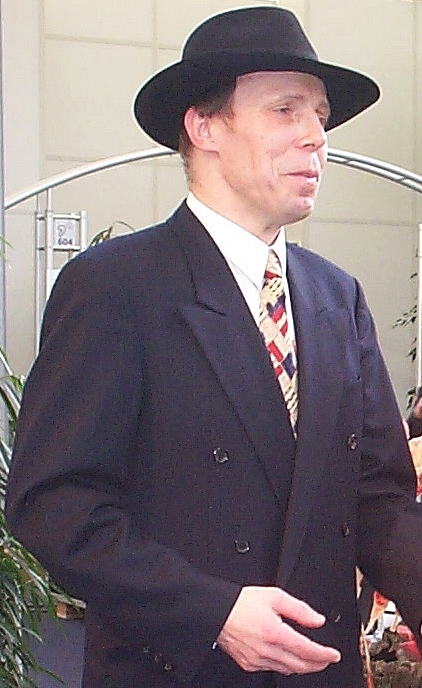
Gunther von Hagens (2000)

Gunther von Hagens (* 10. Januar 1945 in Alt Skalden/Wartheland als Gunther Gerhard Liebchen) ist ein deutscher Mediziner, Anatom und Unternehmer. Er ist Erfinder der Plastination, eines dauerhaften Konservierungsverfahrens toter Körper durch Austausch der Zellflüssigkeit gegen reaktive Kunststoffe.
Von Hagens ist für seine Ganzkörperpräparate bekannt, die er seit 1996 in seinen Körperwelten-Ausstellungen öffentlich zur Schau stellt.
Seit 2008 ist von Hagens an Parkinson erkrankt. Seine beruflichen Aktivitäten hat er an seinen Sohn aus erster Ehe sowie an seine zweite Frau übergeben.

## Leben, beruflicher Werdegang
Von Hagens wurde im Wartheland als Gunther Gerhard Liebchen geboren. Vom 6. bis zum 20. Lebensjahr lebte er in der thüringischen Stadt Greiz. Er brach die Schule vorzeitig ab und jobbte zunächst als Briefträger und Liftboy.
Nach dem in Abendkursen an der Volkshochschule (Abendoberschule) erworbenen Abitur arbeitete er als Hilfspfleger im Greizer Krankenhaus und in einer Apotheke.
Ab 1965 studierte er an der Friedrich-Schiller-Universität Jena Medizin. Nachdem er 1968 gegen die gewaltsame Niederschlagung des Prager Frühlings demonstriert und in Gera eine Flucht aus der DDR versucht hatte, wurde er in Cottbus und Jena inhaftiert. Als politischer Gefangener wurde er 1970 für 40.000 D-Mark von der Bundesrepublik freigekauft.
Er studierte von 1970 bis 1973 weiter Medizin an der Universität Lübeck und wurde nach dem Staatsexamen als Assistenzarzt im Inselkrankenhaus auf Helgoland tätig. Seine nächste Stellung war an der Universitätsklinik Heidelberg in der Abteilung für Anästhesie und Notfallmedizin. 1975 promovierte von Hagens mit einer Dissertation zum Thema Die Wirkung der intravenösen Narkotika Etomidate, Propanidid, Methohexital und der Inhalationsnarkotika Lachgas, Halothan und Ethrane auf den unteren Ösophagussphinkter. Im selben Jahr heiratete er seine ehemalige Mitstudentin Cornelia von Hagens, deren Namen er annahm.
Seit 1977 beschäftigte sich von Hagens in Heidelberg mit der Imprägnierung anatomischer Präparate und entwickelte so die Plastination, die auf einem bereits zuvor in der Histologie verwendeten Verfahren basiert. Dort gründete er 1978 mit Biodur Products auch ein Unternehmen zum Vertrieb entsprechender Polymere und Geräte und 1993 das Institut für Plastination.
2010 wurde bekannt, dass er bereits seit 2008 am idiopathischen Parkinson-Syndrom (IPS), einem unheilbaren Nervenleiden, leidet. Von Hagens sagte, dass er nur dank zweier Elektroden, die man ihm in sein Gehirn eingepflanzt habe, halbwegs verständlich sprechen könne (Tiefe Hirnstimulation).
Aus erster Ehe mit Cornelia von Hagens hat er drei Kinder. Der Sohn Rurik von Hagens, der am Aufbau des Plastinariums beteiligt war, leitet dieses seit 2010.
Seit 2009 ist er in zweiter Ehe mit der Ärztin Angelina Whalley verheiratet, die seit 2009 die Körperwelten-Ausstellung inhaltlich entwirft und gestaltet.

## Berufliches Wirken

### Menschliche Präparate

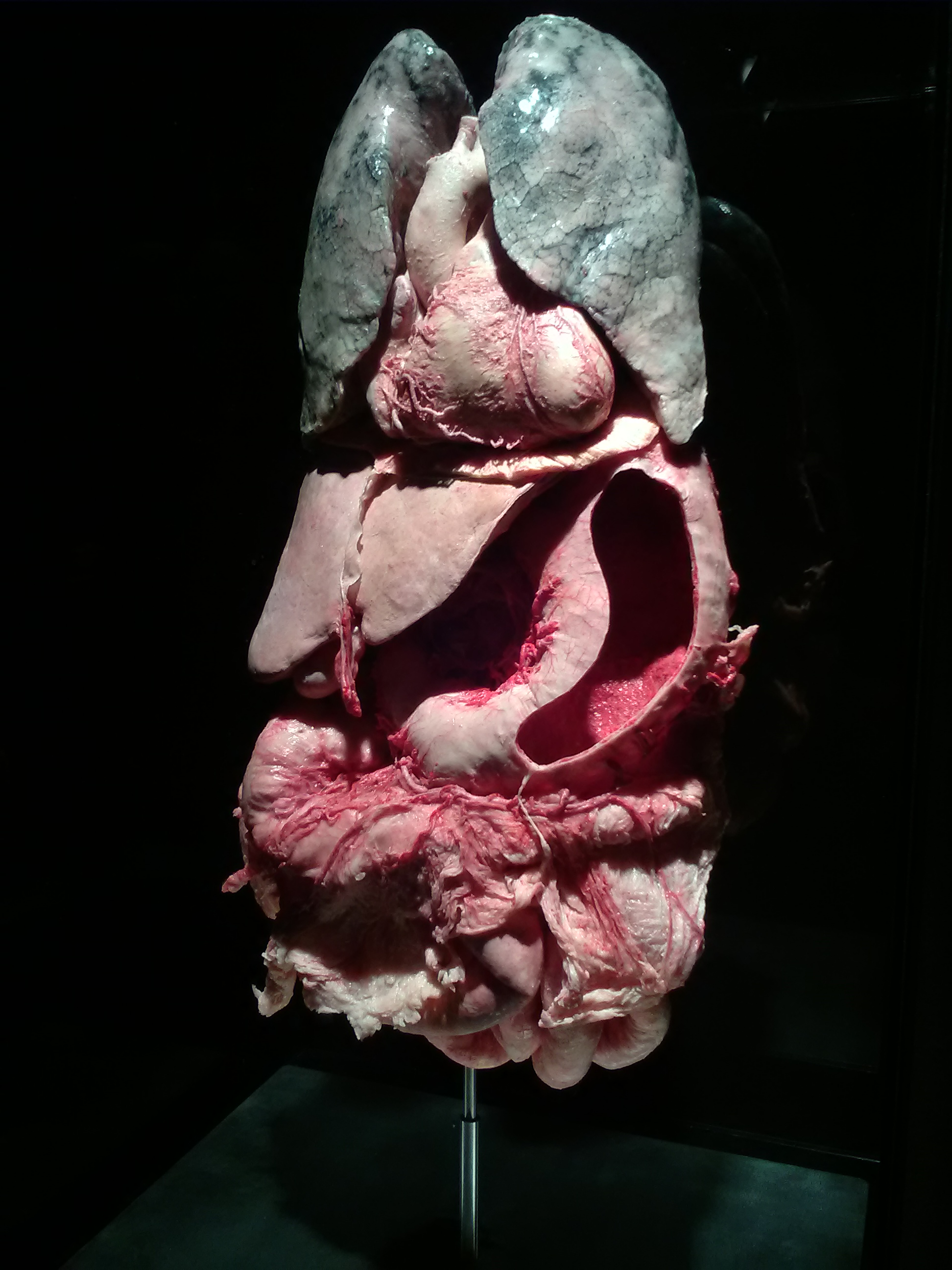
Exponat plastinierter Organe, Körperwelten, Posen 2018

Seit 1996 zeigt von Hagens’ Institut für Plastination unter dem Titel Körperwelten (Body Worlds) öffentliche Ausstellungen plastinierter Leichen. Mit über 50 Millionen Besuchern wurden die Körperwelten die weltweit erfolgreichste Ausstellung und verfügen als einzige anatomische Ausstellung über ein Körperspendeprogramm. Von Hagens verteidigte die Ausstellung menschlicher Körper durch Pressearbeit und in Diskussionsrunden.
Nicht zuletzt aufgrund der öffentlichen Diskussionen um die Plastination verlegte von Hagens zunächst seine Arbeit immer mehr nach China, wo er 2001 die Von Hagens Dalian Plastination Ltd. gründete und zum Ehren- und Gastprofessor ernannt wurde. In der Folge beendete er nach weiteren öffentlichen Diskussionen die Zusammenarbeit mit der Medizinischen Akademie in Nowosibirsk.
2004 wurde von Hagens auf eine Gastprofessur an der Zahnmedizinischen Fakultät der New York University, College of Dentistry (NYUCD), berufen. Dort stellte er u. a. den Anatomieunterricht auf Plastinate um, um die Studenten der Zahnmedizin anhand echter menschlicher Köpfe auszubilden.
Im Jahre 2006 erwarb von Hagens in Guben die Gebäude einer ehemaligen Tuchfabrik (nach 1945 bis nach 2000 auch Sitz der Stadtverwaltung) und gründete darin die Firma „Plastinate GmbH“. Begleitet wurde die Eröffnung von Protesten einiger Bürger, die in der Arbeit von Hagens’ eine Verletzung der Menschenwürde sahen. Hier wurden ab November 2006 von zeitweise bis zu 200 Beschäftigten Plastinate hergestellt, und in der Ausstellung „Plastinarium“ wurde die Geschichte der Anatomie und Plastination sowie in einer Schauwerkstatt die Methode vorgestellt. Nach der Schließung im Dezember 2008 und einem Umbau öffnete die Ausstellung als „Anatomisches Kompetenzzentrum“ wieder im Mai 2010. Wegen seiner fortschreitenden Parkinson-Erkrankung kann von Hagens seine Pläne einer Plastinationsfabrik in Guben nicht weiter verfolgen und musste die Produktion von seiner Person losgelöst organisieren. Infolgedessen mussten im Dezember 2010 in Guben 130 Mitarbeiter entlassen werden. Im Januar 2011 übernahm von Hagens’ einziger Sohn Rurik von Hagens die kaufmännische Leitung.

### Tierpräparate
Im Februar 2005 begann von Hagens damit, Elefanten zu plastinieren, die zuvor im Zoo Neunkirchen (Saar) lebten. Die Körper der auf natürliche Weise verstorbenen Elefantenkühe Samba und Chiana wurden als Tierspende zur Plastination nach Heidelberg gebracht und im Frühjahr 2010 erstmals im Rahmen der „Körperwelten der Tiere“ im Neunkircher Zoo gezeigt.
In Sachen Tierpräparation ist auch der Auftrag des Royal Ontario Museums aus Toronto, die Plastination eines Blauwalherzens, eine Weltpremiere. Das Organ mit einem Gewicht von etwa 200 kg stammt von einer 24 Meter langen und 90 Tonnen schweren Walkuh, die vor der kanadischen Küste im Meereis zerdrückt wurde. Das Präparat, das so groß ist wie 2.000 menschliche Herzen, wurde 2017 ausgeliefert.

## Kontroversen

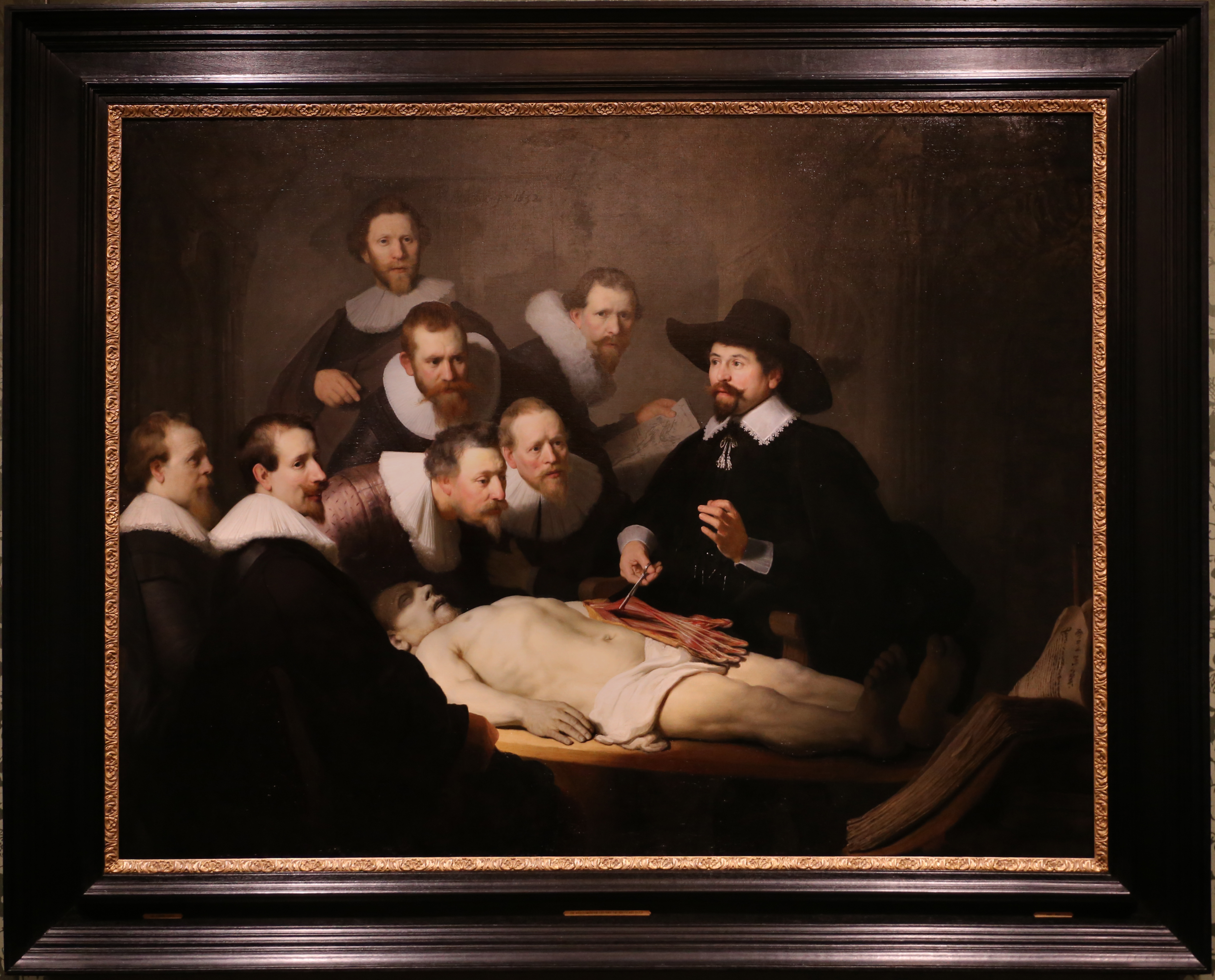
Vorbild für den schwarzen Hut soll Die Anatomie des Dr. Tulp von Rembrandt van Rijn gewesen sein

### Öffentliche Obduktionen
Von Hagens führte im November 2002 im East End von London eine öffentliche Obduktion eines Mannes vor 500 Zuschauern durch, über die weltweit berichtet wurde. Der Mediziner wollte den Aufbau des menschlichen Körpers und dessen Zergliederung für Forschungszwecke sichtbar machen. In Großbritannien war seit 170 Jahren keine öffentliche Obduktion durchgeführt worden. Die Legalität der Veranstaltung, die eine öffentliche Kontroverse auslöste, war außerdem umstritten. Der Fernsehsender Channel 4 strahlte den Mitschnitt um kurz vor Mitternacht aus und erreichte über eine Million interessierte Zuschauer. Es gingen außerdem rund 100 Beschwerden beim Sender sowie 30 bei der Polizei ein.
In Deutschland war die Übertragung einer Autopsie 2003 nicht genehmigungsfähig und die Dokumentation durfte nicht ausgestrahlt werden.
Channel 4 strahlte später drei Obduktionsserien mit von Hagens aus: Anatomy for Beginners (2005), Autopsy, Life and Death (2006) und Autopsy Emergency Room (2007).
Erst 2021 zeigte das deutsche Fernsehen, in der TV-Produktion Obduktion – Echte Fälle mit Tsokos und Liefers, erstmals Aufnahmen von echten Obduktionen, wobei die Toten stets anonymisiert gezeigt wurden.

### Herkunft der Spenderleichen
Im Januar 2004 erhob das Magazin Der Spiegel Vorwürfe gegen von Hagens, er verwende für seine Ausstellungsstücke Leichen chinesischer Hinrichtungsopfer. Später gab der Verlag der Zeitschrift jedoch eine Unterlassungserklärung ab, mit der er sich verpflichtete, diese Behauptungen nicht weiter aufrechtzuerhalten und zu verbreiten. Gegen Spiegel Online konnte von Hagens im Frühjahr 2005 wegen der Verbreitung derselben Behauptung eine einstweilige Verfügung erwirken, ebenso gegen andere Medien wie u. a. ZDF und NDR. Von Hagens räumte in einem Interview gegenüber dem Nachrichtenmagazin 20/20 des US-Fernsehsenders ABC, das erneut die Herkunft der Leichen recherchiert hatte, Anfang 2008 ein, dass er aufgehört habe, Leichen aus China zu verwenden, und dass er einige Leichen mit Kopfverletzungen eingeäschert habe. Er schränkte diese Interviewäußerung wenige Tage später, ohne die Aussage als solche zurückzunehmen, dahingehend ein, dass dies nicht die in den „Körperwelten“ ausgestellten Leichen betreffe. In einer Pressemitteilung relativierte von Hagens seine Aussagen bezüglich der Herkunft der Körper; da Englisch nicht seine Muttersprache sei, habe er sich missverständlich ausgedrückt: Er ließ verlauten, dass er sich bereits seit 2005 entschieden habe, keine „sekundäre Plastinationsarbeit“ bzw. „Auftragsplastination“ mehr anzunehmen, bei der ihm die zu plastinierenden Körper, Körperteile oder Organe von den Auftraggebern wie etwa Universitäten geliefert würden. Aus diesem Grund habe er auch 2006 die Plastination und Präparation menschlicher Körper in China komplett aufgegeben. Vielmehr habe er zu keinem Zeitpunkt chinesische Leichen für die Körperwelten-Ausstellungen verwendet, sondern nur Körper aus seinem eigenen Körperspendeprogramm. Von Hagens bedauerte, dass seine Aussagen, aus dem Zusammenhang gezogen, bei manchen Journalisten zu falschen Schlüssen geführt hätten.

### Verkauf von Plastinaten
2008 erklärte von Hagens, von dem von ihm geplanten öffentlich angebotenen Verkauf von Plastinaten auch an Privatpersonen Abstand zu nehmen. Das von ihm zuvor verteilte Angebot beinhaltete laut der Zeitung Bild beispielsweise eine „Kollektion von 16 transparenten Horizontalscheiben Mensch (Kopf, Hals, Rumpf, Extremitäten) Standard-Qualität (zerbrechlich): 1400 Euro. Robust-Qualität (unzerbrechlich): 2800 Euro“.

### Menschenwürde vs. künstlerische Freiheit
Nachdem er dies bereits in Berlin ohne jegliche Auflagen getan hatte, wollte von Hagens im August 2009 auch in seiner Augsburger Körperwelten-Ausstellung einen plastinierten Liebesakt („Schwebender Akt“) zeigen. Per Eilentscheidung des Verwaltungsgerichts Augsburg wurde die Ausstellung des Exponats am Tag vor der geplanten Präsentation untersagt. Außerdem wurde von Hagens eine Geldbuße von 10.000 Euro angedroht, sollte er Präparate beim Sexualakt zeigen. Das betreffende Plastinat wurde daraufhin mit einer Goldfolie verhüllt gezeigt. In einem separaten Raum, zu dem der Zutritt erst ab 16 Jahren gestattet war, befanden sich Fotos des umstrittenen Objekts. Auch in der nachfolgenden Ausstellung in Köln wurde das Objekt von der Stadt verboten, ein Eilantrag wurde vom Verwaltungsgericht Köln abgelehnt. In späteren Ausstellungen, z. B. in Leipzig 2010 und in Ludwigsburg 2012, waren Sex-Plastinate in einem ab 16 Jahren zugänglichen Bereich unverhüllt zu sehen.
Ob das Ausstellen von Toten als künstlerische Freiheit verstanden werden sollte oder aber aus ethischer und juristischer Sicht nicht vertretbar sei, wurde bereits 1999 öffentlich mit Hagens diskutiert. Trotz des großen öffentlichen Interesses daran, menschliche Strukturen durch die Technik der Präparation auf eine neue Art zu sehen, spürt ein Teil der Zuschauer dennoch Unbehagen über die Ausstellung von Leichen als Kunstobjekte. Aus Sicht des Ärzteblattes ist es für die Akzeptanz von Ausstellungen, die menschliche Präparate enthalten, notwendig, dass der Umgang mit Spendern und Plastinaten juristisch sauber und verantwortungsbewusst gehandhabt und für die Besucher nachvollziehbar dargestellt werde.

### Angeblicher Titelmissbrauch
Das 2006 gegen von Hagens ergangene Urteil des Landgerichts Heidelberg wegen des Vorwurfs des Titelmissbrauchs wurde vom Oberlandesgericht Karlsruhe aufgehoben. Die Dokumente, die von Hagens mit „Prof. Dr. Gunther von Hagens“ unterzeichnet haben soll (ein Polizeiprotokoll 2002, einen Besprechungsvermerk und eine Vollmacht für einen Rechtsanwalt 2003), waren nach Feststellung des Gerichts von Dritten maschinenschriftlich mit dem Namenszug „Prof. Dr. Gunther von Hagens“ versehen worden, von Hagens selbst hat handschriftlich nur mit „Gunther von Hagens“ unterzeichnet. Von Hagens war 1996 und 1999 von der medizinischen Fakultät der Universität Dalian in China zum Visiting Professor ernannt worden. Auf die Frage, ob er deshalb einen Professorentitel führen darf, ist das Oberlandesgericht Karlsruhe nicht näher eingegangen, „weil schon das ihm vorgeworfene Verhalten nicht strafbar ist“. Es wies aber darauf hin, dass nach Entscheidungen des Wissenschaftsministeriums Nordrhein-Westfalen von Hagens seinen Professorentitel zunächst mit der Herkunftsbezeichnung „RC“ für „Republik China“ und später mit dem Zusatz „(VRC)“ für „Volksrepublik China“ versehen darf.
Das Oberverwaltungsgericht für das Land Nordrhein-Westfalen (OVG NRW) urteilte am 14. März 2011 in 2. Instanz, dass Gunther von Hagens seinen chinesischen Gastprofessorentitel in Baden-Württemberg, Bayern und Hessen ohne die Herkunftsbezeichnung führen durfte, die das Wissenschaftsministerium des Landes NRW dafür festgelegt hatte. Die unzutreffende Auffassung des Ministeriums habe zur Anklageerhebung durch die Staatsanwaltschaft Heidelberg beigetragen. Vor dem Amtsgericht Heidelberg hatten zwei Mitarbeiter des Ministeriums ausgesagt, das nordrhein-westfälische Recht bestimme genau, wie der Titel zu führen sei. Auf diese juristisch unzutreffende Angabe habe das Amtsgericht seine Verurteilung gestützt, führte das OVG in seiner Urteilsbegründung aus. Revision wurde nicht zugelassen. Das Bundesverwaltungsgericht hob die Entscheidung dann jedoch wegen eines formalen Fehlers auf. Am 5. Juli 2012 wurde der Freispruch von Hagens vom OVG NRW erneut bestätigt und festgestellt, dass er den Titel von vorneherein ohne jegliche Zusätze hätte führen dürfen.
Trotz der juristischen Bewertung wurde Gunther von Hagens in den Medien oft als „prominenter Hochstapler“ bezeichnet – etwa am 23. Februar 2011 im Zuge der Pro7-Berichterstattung zur Plagiatsaffäre von Ex-Minister zu Guttenberg. Vor dem Landgericht Düsseldorf verklagte von Hagens das Bundesland Nordrhein-Westfalen daher wegen ungerechtfertigter Strafverfolgung und der dadurch hervorgerufenen rufschädigenden Presseberichterstattung auf 2,2 Millionen Euro Schadensersatz. In einem im Juni 2014 vor dem Düsseldorfer Landgericht geschlossenen Vergleich mit dem nordrhein-westfälischen Wissenschaftsministerium wurde eine Ausgleichszahlung in Höhe von rund 210.000 Euro für von Hagens vereinbart.

## Spielfilme
Die durch von Hagens erfundene Plastination ist eine der Grundlagen zum Kinofilm Anatomie von Stefan Ruzowitzky aus dem Jahr 2000 mit u. a. Franka Potente und Anna Loos. Die Leichen im Film sind seinen Plastinaten der Universität Heidelberg nachempfunden.
In Tom Tykwers preisgekröntem Film Drei (2010) wurde eine Szene in den Körperwelten im Berliner Postbahnhof gedreht und als wichtiger Handlungsstrang integriert.
In der Verfilmung des James-Bond-Romans Casino Royale, die am 14. November 2006 Premiere hatte, ist von Hagens’ Körperwelten-Ausstellung erstmals auf der Kinoleinwand zu sehen. In einer Szene sieht man eine Pokerrunde plastinierter Körper sowie Gunther von Hagens in einem einsekündigen Auftritt, in dem er sich selbst darstellt.

## Sonstiges
Von Hagens zeigt sich typisch mit einem charakteristischen dunklen Hut mit relativ breiter Krempe.
Am 8. Dezember 2021 hat die Stadt Greiz Gunther von Hagens zu ihrem Ehrenbürger ernannt.

## Publikationen
- Heidelberger Plastinationshefter. In: The Current Potential of Plastination. Anatomisches Institut der Universität Heidelberg, Heidelberg 1985/86 (zusammen mit Klaus Tiedemann und Wilhelm Kriz)
- Körperwelten. Einblicke in den menschlichen Körper. Ausstellungskatalog. 1997. Landesmuseum für Technik und Arbeit in Mannheim, Heidelberg 1997, ISBN 3-9804930-3-2 (zusammen mit Kai Budde u. a.)
- Körperwelten. Die Faszination des Echten. Katalog. Häfner & Jöst, Edingen 2004
- Der menschliche Körper. Schnittanatomie und Tomographie. Ullstein Mosby, Berlin 1996, ISBN 3-86126-122-7 (zusammen mit Lynn J. Romrell, Michael H. Ross und Klaus Tiedemann)
- Schnittanatomie des menschlichen Gehirns. Ein photographischer Atlas plastinierter Serienschnitte. Steinkopff Verlag, Darmstadt 1990, ISBN 3-7985-0780-5 (zusammen mit Angelina Whalley, Rene Maschke und Wilhelm Kriz)